# ماریا مولدور
ماریا مولدور (متولد ماریا گرازیا روزا دومینیکا داماتو؛ ۱۲ سپتامبر ۱۹۴۲) یک خواننده فولک و بلوز آمریکایی است که بخشی از احیای موسیقی محلی آمریکا در اوایل دهه ۱۹۶۰ بود. او آهنگ موفق «نیمه‌شب در واحه» را در سال ۱۹۷۳ ضبط کرد و آلبوم‌هایی را در سبک‌های فولکلور، بلوز، جاز اولیه، گاسپل، کانتری و آر اند بی ضبط کرد. او همسر جف مولدور نوازنده بود و مادر جنی مولدور خواننده و ترانه‌سرا است.